# Alice Frey
Alice Frey (Antwerpen, 25 juni 1895 - Oostende, 30 augustus 1981) was een Belgisch kunstschilderes.

## Levensloop
Alice Frey was een dochter van de uit Lotharingen afkomstige instrumentenbouwer Pierre-Jacques Frey en van Léontine Brand, die stamde uit een familie van opticiens.
Ze volgde lessen om kleermaakster te worden, een beroep dat ze vervolgens zelf als lerares onderwees. Terwijl ze regelmatig de zomermaanden in Oostende doorbracht en er onder meer met het gezin de Eerste Wereldoorlog doorbracht, maakte ze in 1914 kennis met James Ensor, die haar aanmoedigde en schilderlessen gaf. Zij kon zich aldus "de enige leerlinge" van James Ensor noemen. Ze begon na de oorlog dan ook met studies aan de kunstacademie van Antwerpen, als leerlinge van Juliaan De Vriendt en Félix Gogo. Samen met de Antwerpse dichter Paul Neuhuys stichtte ze de avant-gardegroep Ça Ira.
Ze begon aan een carrière als kunstschilder en was een van de stichtende leden van de groep Lumière. Ze werd al in 1920 vanwege haar talenten erkend door de kunstcriticus Roger Avermaete.
Ze volgde opeenvolgend verschillende kunstrichtingen: het expressionisme, de abstracte kunst, het futurisme, hetgeen uitmondde in een persoonlijke, lichtjes dromerige stijl verwant met het magisch realisme. Met haar melancholische en poëtische uitdrukkingswijze is ze verwant aan Marc Chagall.
Na vanaf 1931 in Brussel te hebben gewerkt, vestigde Alice Frey zich na de dood van haar man, de kunstcriticus Georges Marlier (†1968), in Oostende. Op latere leeftijd werd ze volledig doof en woonde ze in eenzaamheid. Van de collectie van haar werken legateerde ze een klein deel aan de stad Oostende. Het grootse deel werd geveild en raakte zeer verspreid.
Ze illustreerde het poëtisch werk van Maurice Carême en Paul Neuhuys, de verhalen door Dominique Rolin en een boek door Robert Poulet.